# Модальність (мовознавство)
Мода́льність (від лат. modalis — «способовий») — це функціонально-семантична категорія, яка виражає відношення змісту висловлювання до дійсності, тобто це ставлення  мовця (того хто говорить) до змісту висловлювання.
Модальність є істотною ознакою речення. Вона може бути виражена інтонацією, морфологічними, лексико-граматичними та іншими засобами. До модальних слів і часток належать «треба», «може», «навряд» тощо.
Наприклад, речення він одружився, він одружився б, він міг би й не одружуватися, одружився б він — виражають різні модальності — факт, бажання, жаль, пораду.